# Conistra spadicea
Conistra spadicea là một loài bướm đêm trong họ Noctuidae.